# MYNAME 1st Mini Album
《MYNAME 1st Mini Album》是韓國的男子組合MYNAME的第1枚迷你專輯，於2013年7月4日發行。唱片公司為H2media。

## 概要
- 《MYNAME 1st Mini Album》是MYNAME第1張迷你專輯，是繼2013年1月發行的第二張實體單曲《MYNAME the 2nd single》後時隔約6個月發行的迷你專輯。
- 《Baby I'm Sorry》為此單曲的主打曲目。
- 主打曲目《Baby I'm Sorry》的Music Video是講述了一段友誼與義氣的故事。並邀請了格鬥選手秋成勳和演員劉五性一起拍攝這耗資5億圜製作，如電影般規模宏大的的Music Video。而Music Video公開後12小時內就突破100萬觀看次數。[1]
- 所屬公司亦透露 MYNAME 新專輯在發行當日於 Hanteo 即時榜上拿下冠軍，也是7月11日日榜的冠軍，專輯發行不到兩天就獲得了相當優秀的成績。[2] 而Gaon和Hanteo亦公佈MYNAME取得7月第2週週榜的冠軍。

## 收錄內容
1. Baby I'm Sorry
1st迷你專輯「MYNAME 1st Mini Album」主打曲目
2. In My Place
3. Let Me Cry
4. 你是我的唯一（그래 바로 너야）
5. Luv Taker
6. Baby I'm Sorry（Inst.）